# Faye Wong
Pour les articles homonymes, voir Wong.
Faye Wong (chinois : 王菲 ; pinyin : wáng fēi ; cantonais Jyutping : wong⁴ fei¹), née le 8 août 1969 à Pékin sous le nom Xia Lin (夏琳, xià lín), est une actrice et une chanteuse de cantopop et de pop. Elle est très populaire en Asie, plus connue en Occident pour ses rôles dans les films de Wong Kar-wai 2046 et Chungking Express, ainsi que pour sa participation à la bande originale du jeu Final Fantasy VIII pour laquelle elle interprète le thème du jeu Eyes on Me.

## Carrière

### Débuts
Après avoir déménagé à Hong Kong avec sa famille, elle commence à suivre des cours de chant. Son professeur, ayant découvert son potentiel, l'aide à commencer sa carrière musicale en 1987 en signant chez Cinepoly sous le nom de Shirley Wong (王靖雯, pinyin Wáng Jingwen), qui reste pendant quelque temps son nom d'artiste pour l'exportation vers les pays anglophones. Les morceaux de ses premiers albums, Shirley Wong, Everything et You're the Only One sont surtout des reprises d'artistes occidentaux et des morceaux sans réelle originalité, et ne rencontrent pas de succès. Au début des années 1990, elle commence à changer pour un style plus influencé par des groupes comme Cocteau Twins (avec qui elle collabore par la suite). Son premier succès est en 1992 l'album Coming Home, réalisé après une année à New York. Par la suite, elle réalise un nombre très élevé d'albums puisqu'elle en sort au moins un par an.

### Reconnaissance et succès
En 1994, elle fait une reprise de la chanson Dreams des Cranberries avec la chanson Dream Lover présente sur l'album Random Thinking et dans la bande originale du film Chungking Express de Wong Kar-wai dans lequel elle joue également. L'année suivante, elle sort Les Sons décadents de Faye, un album de reprises de chansons de Teresa Teng, une chanteuse taïwanaise extrêmement populaire. En 1995, son album Di-Dar marque véritablement le début de l'émergence de son style totalement original. De 1996 à 2000, elle sort successivement des albums de plus en plus ambitieux et maîtrisés Restless / Impatience, Scenic Tour, Only Love Strangers et Fable.
En 1998, elle participe à la bande originale du jeu Final Fantasy VIII en interprétant la chanson Eyes on Me, composée par Nobuo Uematsu, et qui est le thème principal du jeu.
L'album To Love sorti en 2003 est le dernier album de Faye Wong sorti à ce jour.
En 2004, elle interprète un des trois rôles féminins principaux dans le film 2046 de Wong Kar-wai, les deux autres étant joués par Zhang Ziyi et Gong Li.
Ses succès répétés l'ont rendue progressivement célèbre dans le monde entier, si bien qu'elle est la première chanteuse chinoise à faire la couverture du Time.

### Autres activités
Faye Wong n'a plus tourné de film depuis 2046 en 2004. Elle se consacre désormais à sa famille, et ne revient qu'exceptionnellement sur le devant de la scène.
Elle est choisie par le public pour chanter lors de la cérémonie d'ouverture des Jeux olympiques d'été de 2008 à Pékin, mais refuse d'y participer. Elle refuse aussi l'offre de Live Nation qui lui propose un contrat de 17 millions de dollars hong-kongais pour un retour sur scène.
Le 18 mai 2008, Faye Wong a participé au grand show Charity mis en place dans le but de récolter des fonds pour les dégâts du séisme du Sichuan, où elle a interprété la chanson Wishing We Last Forever.

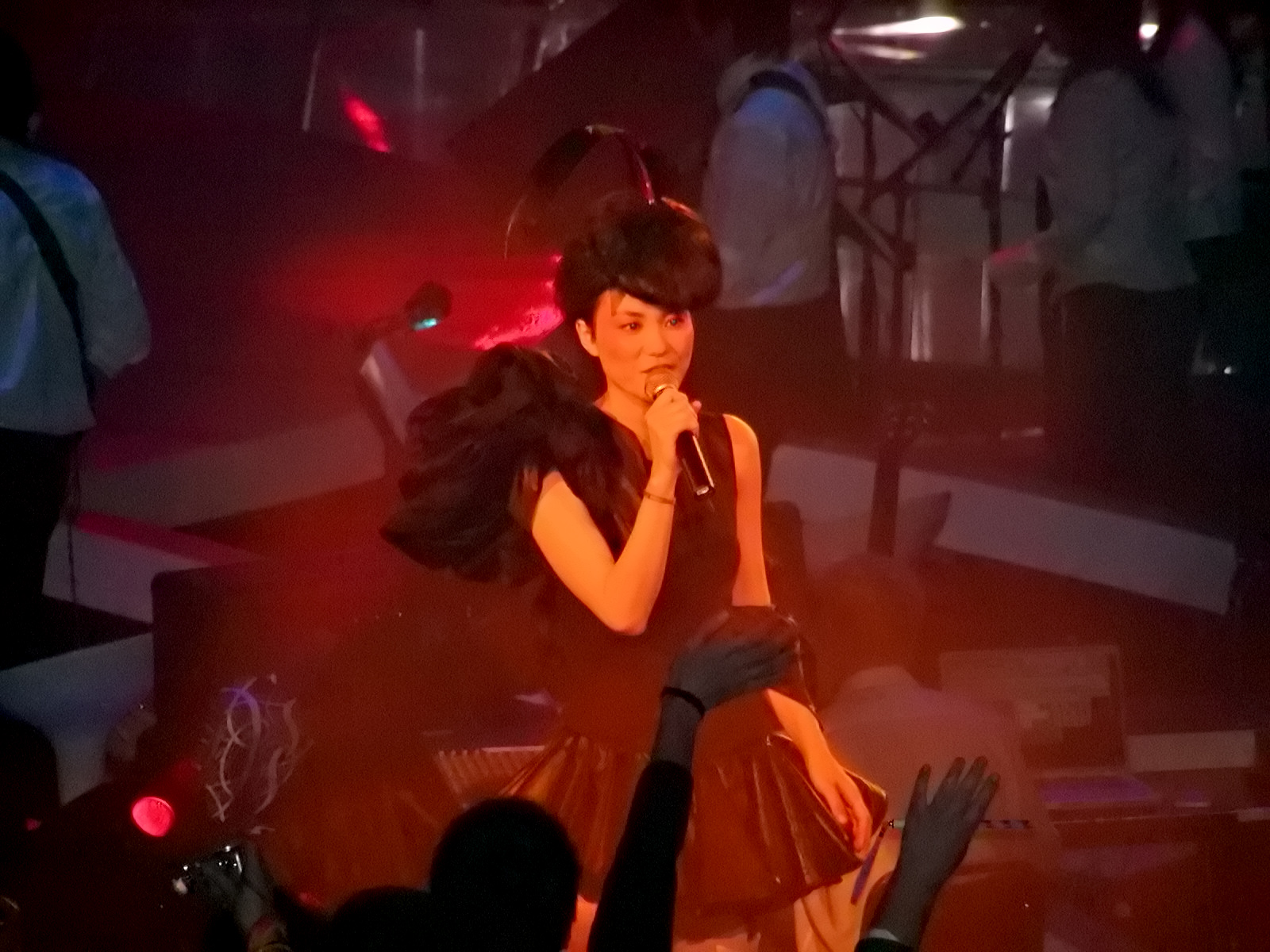
Faye Wong à Hong Kong en 2003

## Vie privée

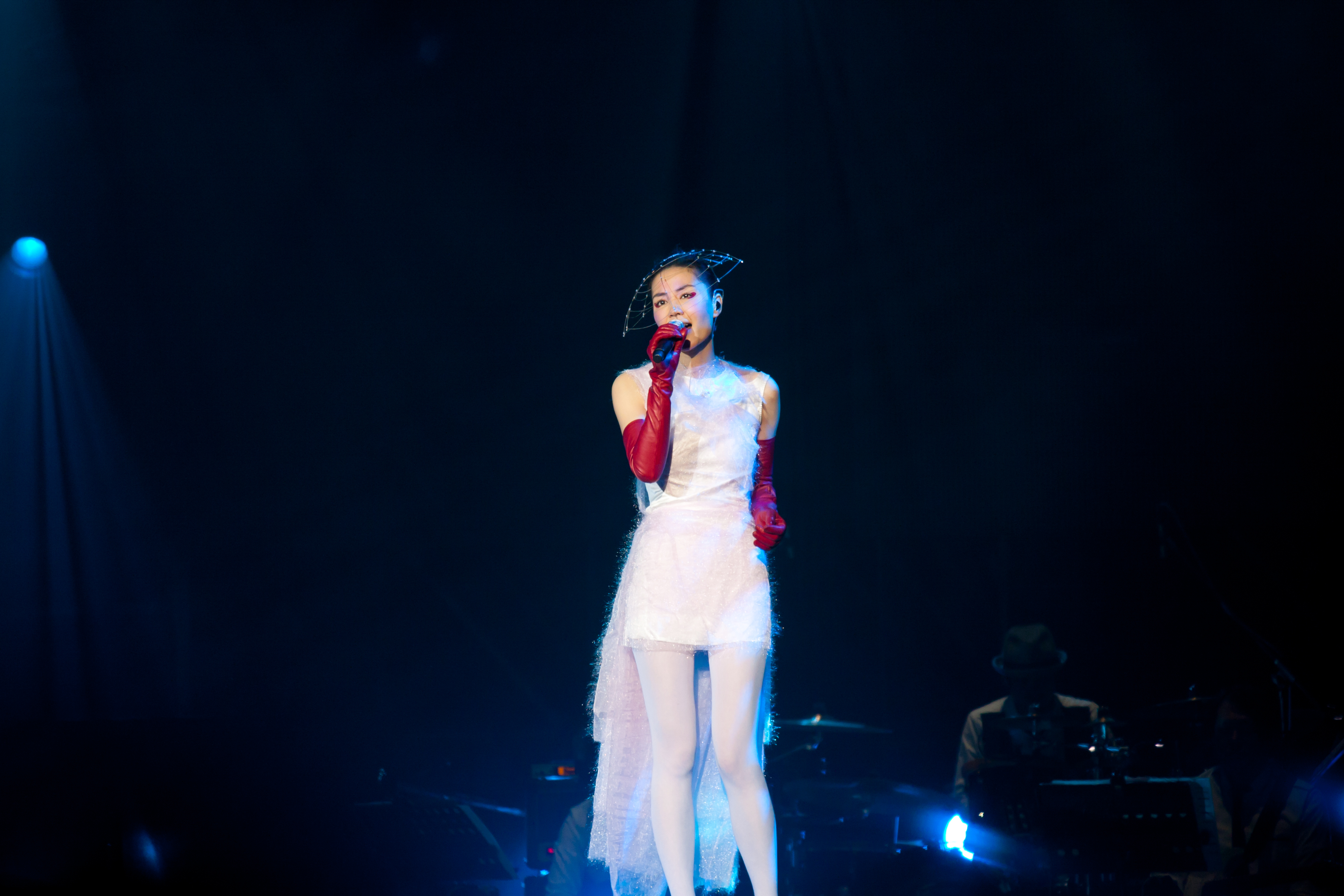
Faye Wong en 2011

Faye Wong a été mariée au chanteur Dou Wei de 1996 à 1999 : ils ont eu une fille Dou Jingtong, née en 1997, qui est aussi chanteuse.

## Discographie

### Albums
- 1989 : Shirley Wong (chinois : 王靖雯 ; pinyin : wáng jìng wén)
- 1990 : Everything
- 1990 : You're the Only One
- 1992 : Coming Home
- 1993 : No Regrets (chinois traditionnel : 執迷不悔 ; chinois simplifié : 执迷不悔 ; pinyin : zhí mí bù huǐ ; litt. « persister sans regrets »)
- 1993 : 100 000 Whys (chinois traditionnel : 十萬個為什麼 ; chinois simplifié : 十万个为什么 ; pinyin : shíwàn gè wèishénme ; litt. « 10 000 (ou une infinité) de « Pourquoi » »)
- 1994 : Mystery (chinois : 迷 ; pinyin : mí ; litt. « enchanté, ensorcelé »)
- 1994 : Random Thinking (chinois traditionnel : 胡思亂想 ; chinois simplifié : 胡思乱想 ; pinyin : hú sī luàn xiǎng ; litt. « rêvasser (chengyu) »)
- 1994 : Sky (chinois : 天空 ; pinyin : tiānkōng ; litt. « ciel »)
- 1994 : Se plaire à soi-même (chinois traditionnel : 討好自己 ; chinois simplifié : 讨好自己 ; pinyin : tǎohǎo zìjǐ ; litt. « se flatter »)
- 1995 : Les Sons décadents de Faye (chinois : 菲靡靡之音 ; pinyin : fēi mǐmǐ zhī yīn ; litt. « les sons décadents de Fei »)
- 1995 : Di-Dar
- 1996 : Restless / Impatience (chinois traditionnel : 浮躁 ; pinyin : fú zào ; litt. « léger, impatient »)
- 1997 : Faye Wong (chinois traditionnel : 王菲 ; pinyin : wáng fēi)
- 1998 : Scenic Tour (chinois traditionnel : 唱遊 ; pinyin : chàng yóu ; litt. « tournée de concert »)
- 1999 : Only Love Strangers (chinois traditionnel : 只愛陌生人 ; pinyin : zhǐ ài mòshēng rén ; litt. « N'aime que les inconnus »)
- 2000 : Fable (chinois traditionnel : 寓言 ; pinyin : yùyán ; litt. « fable »)
- 2001 : Faye Wong (王菲)
- 2003 : To Love (chinois traditionnel : 將愛 ; chinois simplifié : 将爱 ; pinyin : jiāng ài ; litt. « être sur le point d'aimer »)
- 2015 : Be Perfunctory (chinois traditionnel : 敷衍 ; pinyin : fū yǎn ; litt. « Être superficiel »)

### EP
- 1993 : Like Wind (如風)
- 1994 : Faye Disc
- 1997 : Toy
- 1997 : Help Yourself
- 1999 : Eyes on Me
- 2001 : Separate Ways

## Concerts
- 1994 : Faye in Live
- 1998-2002 : Scenic Tour Live (record de la plus longue tournée)
- 2003-2005 : Fayenomenal Tour

## Filmographie
- 1991 : Beyond's Diary de Francis Sung : Mary
- 1991 : Bie Ji
- 1992 : Files of Justice II
- 1993 : Legendary Ranger (Yuen Chun Hap) (série télévisée) : Hoi-tong
- 1993 : Eternity
- 1994 : Modern Love Story IV: Three Equals One Love
- 1994 : Chungking Express de Wong Kar-wai : Faye
- 1994 : The Returning de (Chi Leung) Jacob Cheung :
- 2000 : Okinawa Rendez-vous de Gordon Chan : Jenny
- 2001 : Usokoi (série télévisée) : Fei Rin
- 2002 : Chinese Odyssey 2002 de Jeffrey Lau : princesse Wushuang
- 2004 : Leaving Me Loving You de Wilson Yip : Xin Xiaoyue
- 2004 : 2046 de Wong Kar-wai : Wang Jing-wen / androïde